# Dorothy Dandridge : Le Destin d'une diva
 (septembre 2023).
Si vous disposez d'ouvrages ou d'articles de référence ou si vous connaissez des sites web de qualité traitant du thème abordé ici, merci de compléter l'article en donnant les références utiles à sa vérifiabilité et en les liant à la section « Notes et références ».
Pour plus de détails, voir Fiche technique et Distribution.
Dorothy Dandridge : Le Destin d'une diva ou Déchéance (Introducing Dorothy Dandridge en version originale) est un téléfilm dramatique américain de Martha Coolidge diffusé en 1999.
Le scénario de Shonda Rhimes et Scott Abbott est basé sur le livre Dorothy Dandridge : An Intimate Biography d'Earl Mills.

## Fiche technique
- Titre original : Introducing Dorothy Dandridge
- Titre français : Dorothy Dandridge : Le Destin d'une diva ; Déchéance[1] (sortie DVD)
- Réalisation : Martha Coolidge
- Scénario : Shonda Rhimes et Scott Abbott, d'après l'ouvrage d'Earl Mills
- Musique : Elmer Bernstein
- Direction artistique : James H. Spencer (supervision),  A. Leslie Thomas
- Décors : Robert Greenfield
- Costumes : Shelley Komarov
- Photographie : Robbie Greenberg
- Montage : Alan Heim
- Production : Larry Y. Albucher
- Sociétés de production : HBO, Esparza / Katz Productions, Vincent Cirrincione Associates
- Société de distribution : HBO
- Pays de production :  États-Unis
- Langue originale : anglais
- Format : couleur  (DeLuxe) — 35 mm (Panavision) — 1,33:1 — son Dolby Digital
- Genre : Drame biographique
- Durée : 120 minutes
- Dates de première diffusion :
  - États-Unis : 21 août 1999  ;
  - France : 9 octobre 2001.

## Distribution
- Halle Berry (VF : Gérarldine Asselin) : Dorothy Dandridge
- Wendi Williams : Dorothy Dandridge (voix chantée)
- Brent Spiner (VF : Michel Papineschi) : Earl Mills
- Klaus Maria Brandauer (VF : Guy Chapelier) : Otto Preminger
- Obba Babatundé : Harold Nicholas
- Loretta Devine  : Ruby Dandridge
- Cynda Williams : Vivian Dandridge
- Latanya Richardson (VF : Marion Game) : Tante
- Tamara Taylor : Geri Branton-Nicholas
- William Atherton (VF : Hervé Bellon) : Darryl F. Zanuck
- D. B. Sweeney (VF : Emmanuel Curtil) : Jack Denison
- Don Gettinger : le commis d'hôtel
- Nicholas Hormann : le maître de cérémonie des Oscars
- Sharon Brown : Etta Jones
- Darrian C Ford : Fayard Nicholas
- André Carthen : Harry Belafonte
- Jon Mack : Ava Gardner
- Kerri Randles : Marilyn Monroe
- Benjamin Brown : Sidney Poitier
- Tyrone Wade : Lex Barker

## Bande originale
RCA Victor a sorti la bande originale le 10 août 1999.
1. Your Red Wagon – Wendi Williams (2:29)
2. I Got Rhythm (George et Ira Gershwin) – Wendi Williams (2:44)
3. Hep Hop – Bill Elliott (3:17)
4. Chattanooga Choo Choo (Harry Warren Mack Gordon)– Wendi Williams (2:27)
5. Sportsman's Mambo – Bill Elliott (3:08)
6. Somebody – Wendi Williams (2:33)
7. Twelve Cylinders – Bill Elliott (3:39)
8. You Do Something to Me (Cole Porter) – Wendi Williams (2:19)
9. Zoot Suit for My Sunday Gal – Wendi Williams (3:28)
10. That's All (Cole Porter) – Wendi Williams (2:34)
11. Streamliner – Bill Elliott (3:49)
12. First Telephone – Elmer Bernstein (2:05)
13. Try Again – Elmer Bernstein (1:17)
14. No Song – Elmer Bernstein (1:18)
15. Dorothy – Elmer Bernstein (2:04)